# Barbados damlandslag i fotboll
Barbados damlandslag i fotboll representerar Barbados i fotboll på damsidan. Dess förbund är Barbados Football Association. Laget har aldrig kvalificerat sig för en stor internationell turnering.